# 노르트라십

제2차 세계 대전 중에 사용했던 노르웨이 상선단의 조직기. 노르트라십 사무소에 게양되었고 상선은 일반적인 노르웨이 상선단기를 계속 사용했다.

노르트라십(Nortraship, Norwegian Shipping and Trade Mission)은 1940년 4월 영국 런던에서 창설된 독일 점령지 외부에 있는 노르웨이 상선단을 관리하는 조직이었다. 주 사무소는 영국 런던과 미국 뉴욕에 있었고, 제2차 세계 대전 중에 연합군 측에서 활약했다. 최대 약 1,000척의 상선을 운용했다. 노르웨이와 망명 정부의 입장에서 연합군을 지원하는 사실상의 유일한 방법이었다. 1945년 5월 노르웨이 해방 이후 노르트라십에 소속되었던 상선은 원래 소유주에게 반환되었다. 1959년 노벨 평화상 수상자인 필립 노엘베이커는 전쟁 이후에 노르트라십의 활동이 제2차 세계 대전에서의 영국과 연합군의 승리에 크게 기여했다고 회고했다.

## 전간기의 노르웨이 상선단
제1차 세계 대전 종전 이후 노르웨이 상선단은 전후 피해를 복구했고, 드라이카고 및 유조선으로 영역을 확장했다. 상선단의 활동은 1930년대에 규모가 증가했다. 노르웨이는 1938년 말 기준 전 세계 화물 운송량의 7%를 차지했고 영국, 미국, 일본을 이어서 세계 4위의 상선단을 보유했다. 신규로 건조된 디젤 엔진 기반 상선을 사용했기 때문에 노르웨이 국적 선박의 평균 연령을 감소하는 효과도 있었다. 그 결과 노르웨이 선박의 62%가 디젤 엔진을 사용하고 있었으며, 당시 일본은 27%, 영국은 25%만이 디젤 엔진을 사용했다. 유조선은 상선의 42%를 차지했으며, 전 세계 유조선 운송량의 18%를 차지했다. 노르웨이 선주들은 대공황 이후 새로운 선박 건조라는 위험을 무릅쓰고 사업을 확장해 나갔다.
선박 운영을 지원하는 다른 사업도 확장되었다. 선급사 DNV(Det Norske Veritas) 외에도 선박 브로커, 보험사, 은행도 이 시기에 규모가 확대되었다. 노르웨이 정부에서는 규제 설립과 개선, 기술자와 항해사 교육 기관 설립으로 상선단을 지원했다.

## 제2차 세계 대전 초기
베저위붕 작전이 1940년 4월 9일에 시작되었지만 노르웨이 상선단은 제2차 세계 대전 개전 시기부터 전쟁의 영향을 받고 있었다. 당시 노르웨이는 중립국이었으나, 선박 58척과 선원 400여명을 잃었다. 이 시기에 노르트라십 조직을 운영하는 기반 구조의 대부분이 설립되었다. 당시 노르웨이는 영국과 협정을 체결하여 노르웨이 유조선의 2/3을 포함한 노르웨이 상선단의 일부를 영국에 대절하기로 했다. 영국은 그 대가로 노르웨이에 주요 물자를 제공했다. 협정 체결로 인하여 영국 상선단은 노르웨이를 통해서 중요한 자원으로 여겨진 유조선에 접근할 수 있었다.1 노르웨이의 중립을 유지하기 위해서 협정의 당사자는 영국 정부와 노르웨이 선주협회였다. 노르웨이의 중립을 유지하면서 영국과의 경제적 관계를 유지할 수 있도록 구성되었다. 노르웨이는 제1차 세계 대전에서 친 연합군 성향이었고, 다가오는 제2차 세계 대전에서도 비슷한 입장을 유지할 계획이었다.
당시 영국 상선단은 축소되고 있었고, 미국은 상선단 규모를 전쟁 이전 수준으로 과대평가하고 있었을뿐만 아니라 1930년대의 미국 중립법 때문에 미국 상선이 전쟁 지역에 진입할 수도 없었기 때문에 노르웨이 상선단은 연합군에서 중요한 역할을 담당했다. 이 시기 네덜란드 상선단 규모도 노르웨이와 비슷했으나 독일의 보복을 우려하여 상선 대절 협정 체결을 거부했다.
노르웨이 정부는 전쟁 발발 시 선박에 대한 비상 연락망을 구축했다. 어뢰 피격 위험을 최소화하기 위하여 노르웨이 상선은 영국의 호위 하에 항해했다. 문제는 이러한 행위는 노르웨이의 중립에 반하여 제1차 세계 대전 당시와 유사하게 사실상 영국의 편을 드는 것처럼 비쳤다.

## 노르웨이 침공 이후
베저위붕 작전이 시작되면서 노르웨이 상선단 보존이 중요해졌으며, 노르웨이 정부, 영국 정부, 나치 독일 사이에서 통제권을 놓고 작전이 진행되었다. 상선단의 약 15%는 독일 지배 하의 해역에 있었으며 이는 연합군 측의 손실이었다. 나머지 약 85%는 연합군 측에서 활약했다.
영국은 덴마크 상선단처럼 노르웨이 상선단을 압류할 것을 고려했으나, 노르웨이는 참전 의사가 있었고 런던 주재 노르웨이 대사의 항의로 실행되지는 않았다. 나치 독일과 그 협력자인 비드쿤 크비슬링은 무전을 통해서 노르웨이 상선에게 독일 지배 하의 해역으로 돌아올 것을 촉구했으나, 노르웨이 선장들은 이 명령을 무시했다. 독일에 대응하기 위해서 1940년 4월 12일 영국 해상운송부(Ministry of Shipping)에서는 노르웨이와 협정을 체결하여 노르웨이 상선의 보험 문제를 유예하고, 연합군 지배 하의 항구로 운항하는 노르웨이 선박에 대표단을 파견했으며, 영국 해군 사령부 명의로 노르웨이 상선단에 무전을 전송했다.2 선박 관리 문제에 대해서 노르웨이 대사는 영국과 런던 주재 노르웨이 운송사의 요구를 모두 고려해야 했다. 영국 정부는 노르웨이 상선의 지휘권을 얻기를 원했으나, 노르웨이 운송사 측은 독립된 노르웨이 조직을 원했다. 최종 결정은 노르웨이 정부에 달려 있었으나, 전진하는 독일군으로부터 대피 중이었기 때문에 통신이 어려웠다.
4월 16일 런던 주재 노르웨이 상공회의소에서 진행된 노르웨이 선사 회의에서 상선단 조직 계획안이 발표되었다. 회의에는 노르웨이 대사 에리크 콜반(Erik Colban)과 선주 잉골프 올센(Ingolf Hysing Olsen)이 참석했다. 계획안은 영국 해상운송부와의 협력 쪽으로 기울어 있었으나, 선사 측에서는 노르웨이의 이익과 선단에서의 수입 보장을 위하여 독립적인 조직을 선호했다. 이 안이 받아들여지면서 4월 19일에 영국 런던에서 노르트라십이 설립되었고, 4월 20일부터 운송 전문가들이 합류했다.

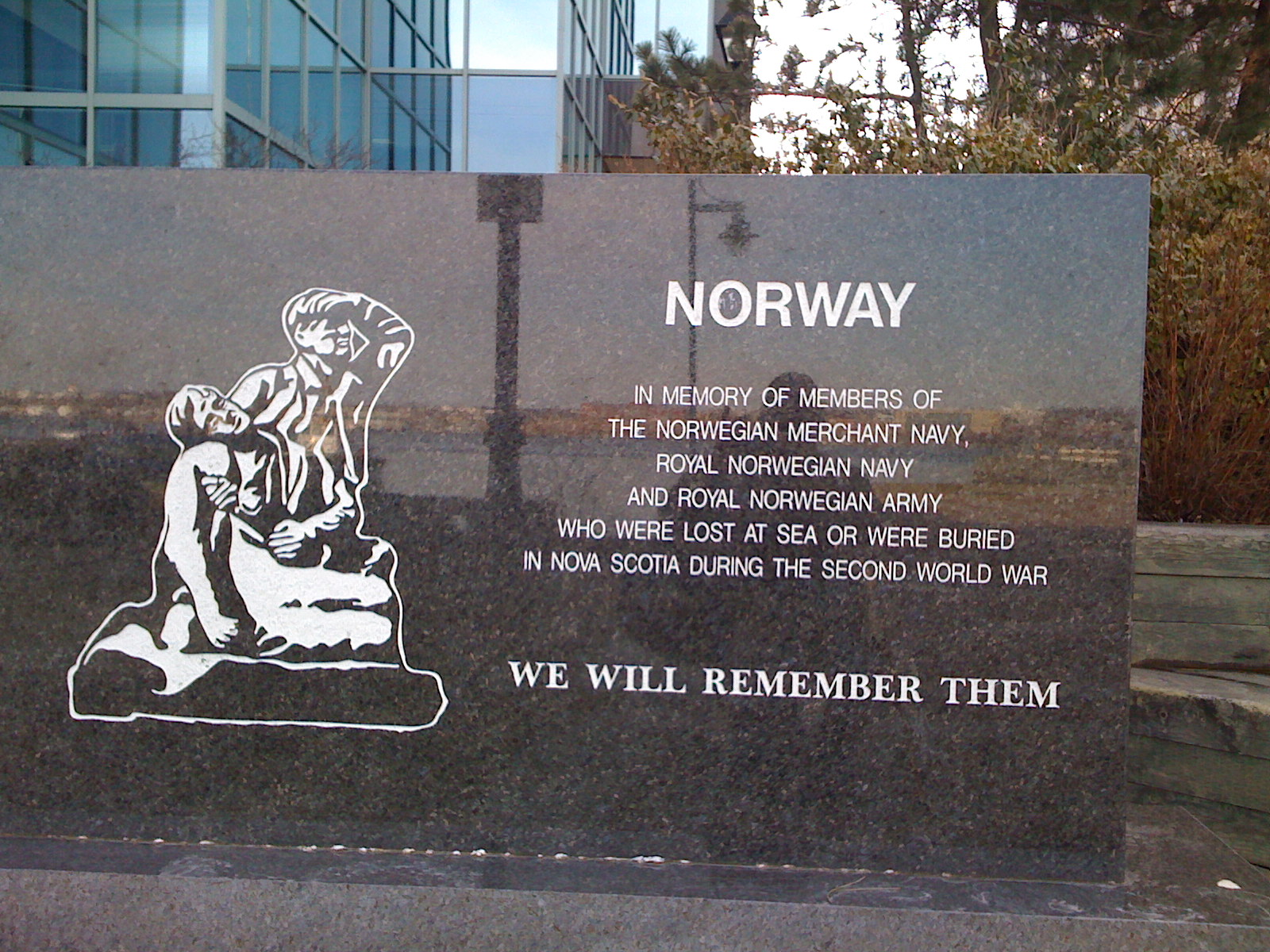
캐나다 핼리팩스 소재 대서양 해양박물관에 있는 노르웨이 해군, 육군, 상선단 기념비

노르트라십 설립 이후 노르웨이 정부에서는 런던과 뉴욕에서 상선단이 관리될 것이라는 전보를 발송했다. 영국 정부에서는 이 계획에 반대했기 때문에 노르웨이 정부에 압력을 가해서 4월 22일에 노르웨이 정부에서 상선단 통제를 포기하는 조치를 취하도록 했다. 관리 조직은 런던에 위치해야 했으며 노르웨이 해상운송부 장관 외이빈드 로렌첸(Øivind Lorentzen)이 지휘를 담당했다. 그 결과 상선 1,000척과 선원 30,000명 규모의 해운 회사가 탄생했다.

## 전쟁 이후
1945년에 제2차 세계 대전이 끝나면서 노르트라십의 활동도 정지되었지만, 최종 정산은 1964년까지 진행되었다. 유럽 전선에서 전투가 끝난 후 노르트라십은 전후 처리가 끝날 때까지 연합군의 관리를 받았다. 1945년 9월 30일에 노르웨이 국적 선박의 보유가 종료되었고, 해당 선박이 과거 선주에게 반환되면서 노르트라십의 청산 작업이 시작되었다. 청산 과정에서 선박 배상금을 포함한 다양한 청구권 문제가 다루어졌다. 노르트라십 조직은 1958년 7월 30일에 활동을 정지했고, 나머지 작업은 각국 정부 부처에서 계속 진행되었다.

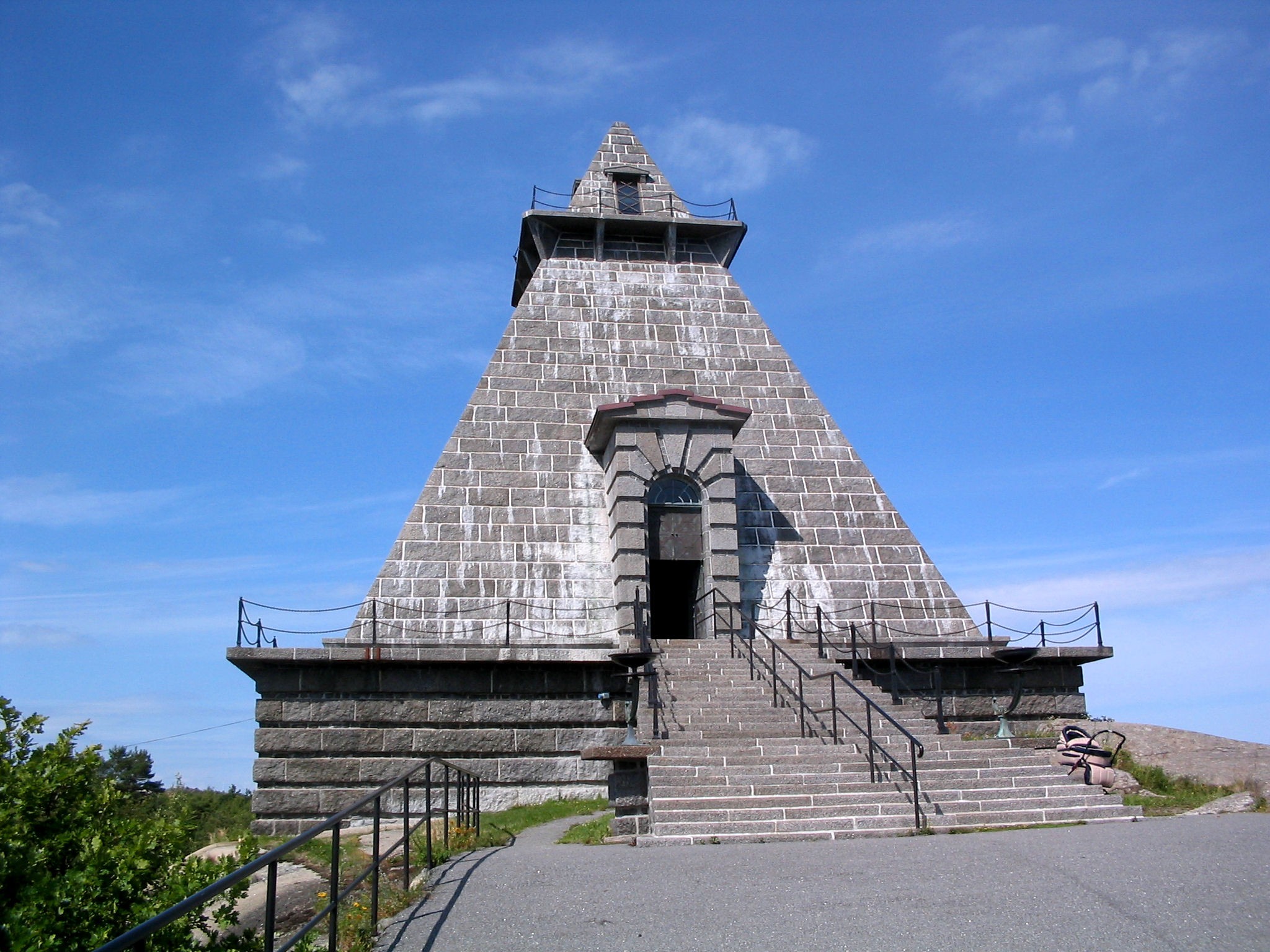
노르웨이 스타베른에 있는 전사 선원 기념비

조직 내분이 있었음에도 불구하고 노르트라십의 활약은 긍정적이었다. 노르웨이는 상선단의 통제권을 유지할 수 있었으며, 연합군의 전쟁 수행에 큰 기여를 했고, 노르웨이 망명 정부에서는 재정 지원을 계속 했으며 전쟁 이후에도 노르웨이 상선단 유지에 도움이 되었다. 1964년 당시 트뤼그베 리 총리가 노르웨이 의회에 제출한 보고서에 의하면 노르트라십은 제2차 세계 대전 및 전후 노르웨이 사회에 1,219,000,000 크로네 상당의 기여를 했다.
냉전기에 노르트라십이라는 이름은 전쟁 발발 시 노르웨이 상선을 운영할 조직의 이름으로 사용되었다. 1991년에 냉전이 종식되면서 노르트라십도 해산되었다. 2001년 9·11 테러 이후 2002년 1월 1일 노르웨이 선주협회 주도로 설립한 비상 대응 위원회 이름으로 노르트라십이 다시 사용되었다. 노르웨이 국방부 측 1명과 노르웨이 해양운송업 측 6명으로 구성되어 있다.

## 같이 보기
- 대서양 전투 (제2차 세계 대전)

## 참조
- Thowsen, Atle (1992) Handelsflåten i krig 1939 - 1945, Nortraship, profitt og patriotime. Grøndahl og Dreyers Forlag A/S. ISBN 82-504-1895-6
- Mossige, Erling (1989) Storrederiet Nortraship - Handelsflåten i krig. Grøndahl & Søn Forlag AS. ISBN 82-504-1704-6
- ^1  1939년 9월로 추정되는 날짜가 명시되지 않은 기록, 영국 전쟁수송부, 59/1405, Public Record Office, London, United Kingdom.
- ^2  이 메시지는 24시간 동안 매 2시간마다 영국 라디오 방송국에서 전송되었다. Admiralty 199/495, Public Record Office, London, United Kingdom.